# アンドレア・ランヘル
アンドレア・ランヘル（Andrea Rangel、1993年5月19日 - ）はメキシコの女子バレーボール選手である。ポジションはオポジット。メキシコ代表。

## 来歴
コアウイラ州モンクロバ出身。2010年にメキシコ代表に初選出される。2014年のパンアメリカンカップでベストオポジット賞を受賞した。2015年の北中米選手権ではベストアウトサイドヒッター賞とベストスコアラー賞を受賞した。2019年の北中米選手権でベストスコアラー賞を受賞した。世界選手権には2014年と2018年大会に出場し主将を務めた。

## 球歴
- 世界選手権 - 2014年、2018年
- ワールドグランプリ - 2014年、2015年
- 北中米選手権 - 2015年、2017年、2019年

## 受賞歴
- 2014年　パンアメリカンカップ　ベストオポジット賞
- 2015年　北中米選手権 ベストスコアラー賞、ベストアウトサイドヒッター賞
- 2018年　中央アメリカ・カリブ海ゲームズ　ベストスコアラー賞
- 2019年　北中米選手権　ベストスコアラー賞

## 所属クラブ
- ITESM Monterrey（2013-2015年）
- Grises de Humacao（2015-2017年）
- Changas de Naranjito（2018-2020年）
- Dinamo Metar（2020-2021年）
- Enisey Krasnoyarsk（2021-）